# Corticeira Amorim
Corticeira Amorim S.G.P.S., S.A. er en portugisisk korkindustrikoncern og en del af Amorim Group. De har i alt 70 datterselskaber, der er engageret i forskellige aspekter af korkindustri. Organisationen er inddelt i fem divisioner: Råmaterialer, korkpropper, gulv & vægge, kompositkork og isuleringskork. CA har kunder indenfor luftfartsindustri, byggeri og vinproduktion. I 2016 havde de en omsætning på 641 mio. euro samt 3.602 ansatte.
Historien begyndte i 1870 med etableringen af en fabrik for produktion af korkpropper. Amorim & Irmãos, en korkproducent, blev etableret i 1922 og var det første af de nuværende selskaber i koncernen.